# محمد فريد حجازي
محمد فريد حجازي قائد عسكري مصري برتبة فريق، شغل سابقاً منصب رئيس أركان القوات المسلحة، وتولى قبلها منصب قائد الجيش الثاني الميداني، ثم أمين عام وزارة الدفاع «أمين سر المجلس الأعلى للقوات المسلحة».

## التأهيل العسكري
- حصل على بكالوريوس العلوم العسكرية من الكلية الحربية
- ماجستير العلوم العسكرية
- حاصل على زمالة كلية الحرب العليا بأكاديمية ناصر للعلوم العسكرية العليا.

## مسيرته المهنية
- قائد فرقة مشاة ميكانيكية.[4]
- رئيس أركان المنطقة الشمالية العسكرية.[4]
- رئيس أركان الجيش الثاني الميداني.[4]
- قائد الجيش الثاني الميداني في يوليو 2010.[5]
- أمين عام وزارة الدفاع (أمين سر المجلس الأعلى للقوات المسلحة) في يوليو 2012.[6]
- مساعد وزير الدفاع.[7]
- رئيس أركان القوات المسلحة.[8]

## الحالة الاجتماعية
متزوج ولديه ثلاثة أبناء (2 ذكور) وأنثى.